# Жовтий Клин
Жовтий Клин — українська етнічна територія в нижньому Надволжі. Уперше для позначення цієї території використав саратовський історик Ігор Шульга. Розташований за межами суцільної української етнічної території (аналогічно до ще двох українських колоніальних територій в Азії — Сірого Клину та Зеленого Клину).
У надволзьких областях Жовтого Клину є густа мережа українських поселень, передусім у Астраханській, Волгоградській, Саратовській, та Самарській. Населення цих регіонів мішане, загалом домінують росіяни, але є низка районів та селищ, у яких українці, з огляду на сконцентроване поселення, творять локальну більшість порівняно з іншими національностями. Заселення українцями Жовтого Клину є нерівномірним. Наявні навіть суто українські сільські ареали (острови). Також розповсюджені змішані російсько-українські сільські округи. Найбільші українські громади зосереджені у містах Саратів, Волгоград. Також значні громади українців зосереджені в Самарі, Тольятті, Казані, Астрахані.
До Жовтого Клину також інколи зараховують суміжні землі Надуралля, яке також належить до Південного Уралу. Значні українські сільські острови відомі на Оренбургщині в Уральській, Актюбінській областях, на півдні Башкортостану. Великі міські громади є в містах Оренбургу, Орську, Актобе, Атирау, Оралі.

## Демографічна статистика
Жовтий Клин можна умовно поділити на Нижньоволзький і Середньоволзький регіони. До Нижньоволзького належать Астраханська та Волгоградська область, а також північно-східна частина Калмикії. До Верхньоволзького — Саратовська та Самарська області. З-поміж усіх областей українці найбільше сконцентровані у Саратовській.
В Нижньо-Волзькому регіоні перепис 1926 року свідчив про те, що в Калмицькій Автономній Області жило 15 тисяч, Астрахані та довкіллі 14 тисяч та в Сталінградській області 141 тисяча українців.
На Саратовщині в 1926 році налічувалося 202 тисячі українців. Згідно з УРЕ на початку 1970-х років у Саратовській області жило 5,2% українців з 2 252 000 сукупного населення області. Якщо порівняти цей відсоток з цифрами з 1926 року, то кількість українців у Саратовщині зменшилася малощо не на половину.
В Середньоволзькому районі, тобто в Самарщині, у 1926 році проживало 80 тисяч українців. До українських поселень в Самарській області дотикаються такі ж поселення в Оренбурґській області на сході, в якій нараховували в 1926 році 112 000 українського населення, та — далі — уральські райони. На півночі Самарська область межує з двома автономними республіками — Татарстаном та Башкортостаном. В останній проживало в 1926 р. 77 тисяч українців, проте в радянський період ця кількість також знизилася.

## Історія

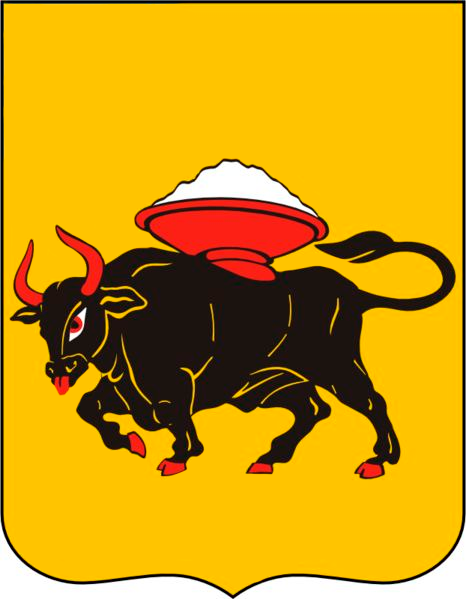
Герб міста Енгельса (колишньої Покрівської слободи) нагадує про українських чумаків, які у пошуках солі з XVIII ст. почали освоювати ці землі.

### Ранні поселення: XVII—XVIII століття
Початкове поселення українців у Надволжі пов'язане з військовою політикою уряду Московщини: треба було замкнути шлях кочовикам півдня, які окремими виправами пробивалися далеко на північ і своїми наскоками турбували невеличкі поселення хліборобів у цьому просторі. До цієї оборони вербували царські агенти також козаків-українців, яких тут називали черкасами. Василь Чубенко, дослідник надволзьких українців, пише про їхню військову службу таке:
|  | У середині XVII ст. "черкасами" служили у Надволжі і у залогах багатьох волзьких міст та на сторожевих лініях. У першій половині XVIII ст. була споруджена Царицинська сторожова лінія, що замкнула шлях, яким кочовики з півдня проходили далеко на північ і наскакували на селища осілих людей. Один український козак подав думку заселити охочими українцями землі, що з півночі безпосередньо прилягали до Царицинської лінії. Ця думка сподобалася Петру І. Він повелів в наказних землях оселяти тільки українців. Через кілька років на Волзі з’явилася нова українська слобода Дубівка та інші селища. 1732 року російський уряд сформував з українців та доданих до них кількох сот донських козаків — Волзьке Козацьке Військо. Воно існувало близько півстоліття. За перехід на бік Пугачова його було скасовано |

Такими були перші поселення в Надволжі. Поблизу військових поселень виникали добровільні поселення на землю, яка в тому часі в Надволжі була дуже рідко заселена, а переважно були це вільні простори. Прибували сюди поселенці передусім зі Слобожанщини та Лівобережжя.
Масове заселення українцями краю розпочалося у XVIII ст., коли населення Гетьманщини та Слобідської України, рятуючись від посилення експлуатації з боку поміщиків (зокрема, колишньої козацької старшини[джерело?]), пішло далі на схід від Слобідської України. Причиною початку подальшої еміграції на схід стало непомірне визискування з боку російської влади під час розквартирування російських військ на Гетьманщині та Слобідській Україні у роки російсько-турецької війни 1735–1739 рр.. Внаслідок цього землі Донщини внаслідок активного заселення українцями змінили свій національний колорит на український, російський уряд видав інструкції не допустити заселення українськими селянами території до ріки Волга, але переправляти переселенців за Волгу і далі на Поуралля.
Крім острогів, слобід та хуторів українці селились також у містах. У 18 столітті зокрема окрім в Саратові і Камишині, були українські осередки також у Чорному Ярі, Красному Ярі, Кізлярі, Єнотавську та, головне, в Астрахані, яка була в той час важливим осередком волзько-каспійського рибальського промислу, а також губернським містом. Це було мультикультурне місто, в якому жили татари, вірмени, грузини, індійці, бухарці, іранці та серед них теж українці. У двох статистичних списках, які збереглися до сьогодні, з 1763 та 1782 років у Астрахані мешкало 811 українців, з того 486 чоловіків та 325 жінок. Старостою української громади був Ігнат Дюженко (Дюженков). Українці Астрахані походили здебільша з України, — з таких слобідських полків, як Лубенський, Гадяцький, Полтавський, Ніжинський. Були у списках і такі українці, які вже родились в українських слободах на Поволжі та самій Астрахані.

### Чумацькі поселення
Окрема роль в заселенні Надволжя належить українським чумакам, коли в 1747 р. видобування солі на озері Ельтон та її продаж стали монополією царського уряду. Ельтон — це озеро з поверхнею 172 кв. км., яке розташоване за 300 км на південний схід від Саратова та 130 км від Дмитрієвська. До цього озера вливається сім соляних річок, яких води наносять на дні озера поклади солі.
Видобування солі почалося ще в другій половині XVII століття, проте уряд Московської держави, побачивши, що з такого видобутку солі можуть бути великі прибутки, підпорядкував цей промисел Соляній конторі. Для цього було відкрито в Саратові Соляне комісарство, яке стало експлуатувати видобуток солі та вести боротьбу з приватницьким характером користування цим продуктом. З цим Соляним комісарством, яке згодом перейменовано на Соляну низову контору, вели постійну боротьбу калмики, які мали свої національні та економічні претензії до озера Ельтон. Щоб забезпечити видобуток та переправу солі з Ельтонського озера до Дмитрієвська та Саратова, царський уряд вербував козаків, які мали давати збройну охорону чумакам під час транспортування солі.
Через те що на безлюдній території чумакування було ускладнене, царський уряд також вербував серед українців не тільки козаків, але й чумаків. Згідно з В. Ю. Чубенком, складно «було в малозаселеному Низовому Поволжі при повному бездоріжжі знайти достатню кількість транспорту. Тому уряд звернувся до українських чумаків, цих споконвічних перевізників солі. їх прибуло до Поволжя багато.»
На протилежному березі Волги від Саратовського земляного городка чумаки заснували Покровську слободу (тепер м. Енгельс) і від неї вгору і вниз по течії Волги — десяток менших селищ. Неподалік Дмитрієвського городка виникла  Миколаївська слобода. Якщо раніше на схід аж до Уралу не було населеннях пунктів, а траплялись лише стоянки кочовиків, то тепер виросло тут багато чумацьких селищ. У другій половині XVIII ст. чумацькі слободи та хутори виникли на північний схід від Саратова — по Іргизі, на річці Ахтубі. Так, у 1805 р. на річці Ахтубі заснована слобода Царівка. При цьому Царівка була заснована українськими чумаками якраз на місці, де колись була столиця Золотої орди — Сарай-Берке.
Видобуток ельтонської солі розвинувся у великий прибутковий промисел, тому царський уряд піклувався українськими чумаками. Вони були звільнені від військових повинностей, також землі чумаків ельтонського промислу залишалися недоторканими. Таким чином у Поволжі витворився своєрідний юридичний чумацький стан, який скріпився ще більше в 1827 році, коли царським указом чумаків визнано як «приписные к Ельтонскому озеру» і їх стали відтоді звати «государственные крестьяне».
Між чумаками України і чумаками Поволжя була різниця: в Україні вони були не тільки перевізниками, але й купцями та продавцями солі, на Поволжі їхня діяльність була обмежена виключно до перевезення солі. Чумаки з України тримали з українськими чумаками над Волгою постійні контакти, — вони приїздили сюди, купували сіль, рибу та інший товар і транспортували їх в Україну. Велике значення у цих зв'язках мала слобода Дубівка, у якій схрещувались дороги на Дон з Волги і навпаки, — «з весни і до пізньої осені між Дубівкою на Волзі та станицею Качалівською на Дону відбувався безперервний рух чумацьких валок. Дуже часто чумаки перевозили волами цілі судна, при цьому рухові допомагали вітрила. Чумацтво відіграло помітну роль в освоєнні, заселенні та розвиткові економіки Нижнього Поволжя», — пише В. Ю Чубенко.
У другій половині 19 століття почав інтенсивніше розвиватися соляний промисел на озері Баскунчак, до якого за якийсь час була прокладена залізниця з Саратова. З розвитком цього соляного центру, ельтонський видобуток солі занепав і імператорським указом з 1827 року всіх чумаків зачислено до «государственных крестьян». Хоч ельтонську сіль все ще перевозили й українські чумаки, більшість колишніх надволзьких чумаків почали переходити на інші ділянки економіки, зокрема скотарство та хліборобство. Окрім чумаків та козаків на теренах Жовтого Клину також поселялися рибалки, які ловили рибу не тільки у Волзі, але теж в Ахтубі та Каспійському морі.

## Етноніми українців на Жовтому Клині
На Жовтому Клині щодо українців вживали три основні назви: малоросіянин, черкас та хохол. Так, зокрема, назва черкаси головно стосувалася українських козаків, які засновували остроги та укріплення (городи́). Також черкасами здебільшого називали українців, які селилися на півночі Жовтого Клину — на території сучасних Пензенської, Самарської, Ульяновської областей, Татарстану та Башкирії. Зокрема, збереглися топоніми «Черкаси» та Черкаська вулиця у місті Пенза, заснованому українськими козаками в другій половині 17 століття.
В. Ю. Чубенко вказує на те, що в державних документах XVII століття стосовно поселенців обидва етноніми «черкаси» і «малоросіяни» — вживалися як ідентичні. Зокрема, в сенатському указі з 1724 року, який санкціонував заселення українцями правого берега Волги, зазначено: «Вышеозначенному Житкову малороссиян по содержанию оных его императорского величества указов в показанных мостах селить по-прежному, свидетельстівуя об них, чтоб подлинно были черкассы». Ще в іншому указі, яким юридично в 1763 р. оформлювано поселення чумаків у Саратовщині, сказано на адресу «черкасів» та «Малороссии»: «Учинить пристойное наблюдательство, чтоб только из Малороссии и из находящихся на великороссийских землях черкасских слобод приходящих селиться позволять; а из слободских полков козаков, их родственников и подпомощников не принимать…»
У саратовських документах зустрічається також назва «черкаси», що є етнонімом для українців того часу. В одному з таких документів зокрема написано: «Ведомость коликое число … явилось в городе Саратове живущих своими домами по разным людям в работниках пришедших из разных мест волных черкас, откуда оные пришли і в которых годах». Голову цих «волных черкас» названо «малороссийским отаманом». Були також оселі, які мали назву «черкаського походження». Однією з таких була й слобода Черкаська, яку заснували українці в першій половині 18 століття на схід від сучасного міста Куйбишева на річці Кінелі та яку згодом стали звати Кінель-Черкаська.
Найчастіше для означення населення українського походження уживали назви «малороссийский» та «малоросиане». Була слобода Єлань Малоросійська, а наприклад, Баландинська волость на Саратовщині складалася з двох частин: «Баландинское Малороссийское Общество» та «Баландинское Русское Общество». Також відомі на цих теренах села Малоросійська Покровська слобода та Малоросійська Миколаївська слобода — обидві в низинному Надволжі.
Була ще й третя назва, якою в Надволжі звали українців. Це загалом образлива назва «хохли», але в Надволжі вона не мала своєї принизливості, коли нею називали навіть поселення. Так, зокрема, недалеко від Царицина була слобода Хохлівка-Бекетівка, а поблизу Астрахані (10 км) була слобода Хохлацька-Карантанна.

## Матеріальна і духовна культура українців Жовтого Клину
Дослідженням етнографії та фольклору українців Жовтого Клину займалися П. С. Паллас, І. Лекохін, К. Фальк, А. Леопольдов, письменник Данило Мордовець, О. Мінх, С. Ілюмінарський та інші. У 19 столітті більшість досліджень з життя українців на Жовтому Клині публікувалися у «Саратовских Губернских Ведомостях», Іншим важливим джерелом є також матеріали, поміщені у «Памятных книжках Саратовской губернии». Данило Мордовець, будучи секретарем губернського статистичного комітету та радником губернського правління, мав доступ до урядової документації та багато подорожував Надволжям, тому залишив великий матеріал з історії і культури краю. Всі ці матеріали використовував він у своїх літературних творах, як от «Козаки та море», «Дзвонар», «Солдатка» (всі з 1859), «Старці» (1885), «Семен Палій», «Сагайдачний» та інші. С. Ілюмінарський опублікував у 1872 р. збірку пісень і колядок п. н. «Малороссийские песни, записанные в Баланде (Аткорского уезда)». О. Мінх заснував Саратовську Архівну Комісію, яка постійно публікувала «Труды Саратовской ученой Архивной Комиссии», він теж автор твору «Народные обычаи, обряды, суеверия и предрассудки крестьян Саратовской губернии. Собраны в 1861—1888 годах».
Після першої світової війни в Саратові було організоване Товариство історії, археології та етнографії, що опублікувало кілька збірників. Також був створений Науково-дослідний інститут краєзнавства і Музей краєзнавства, завдяки якому відбулося кілька експедицій зі збирання речей матеріальної культури етнічних груп Надволжя та зокрема Саратовщини.
Окреме ім'я в досліджуванні фольклору українців Саратовщини належить уродженцю слободи Баланда М. Некозаченку, що наче продовжував зусилля С. Ілюмінарського записувати тексти народних пісень в українських поселеннях Надволжя. М. Некозаченко записував окрім тексту пісень також і мелодії, які в його час почали поступово зникати. Серед записів Некозаченка такі давні мелодії, як «Ой летів пугач», «Зажурився ясний соколонько», «Та туман яром», «Зелений дубочок», «Про чумака Грицька», «Про Уляну», «Ой Василю, Василю», «Як у розі, у чартозі», «Про гетьмана», «Про короля шведського», «Ой за гаєм, гаєм» та інші. Багато з зібраних пісень Некозаченка — це вже саратовські варіанти давніх українських пісень, в яких часто згадуються географічні назви та побут Надволжя, зокрема якщо мова про чумаків, Ельтонське озеро тощо. Наприклад, одна така давня народна пісня з поволзьким варіантом:
| Ой упала нивка в кінці материнка, Там дівчина жито жала, сама чорнобривка. Іде та козак дорогою: „Помагай Біг жінці!“ Вона стала, одказала, сердешним назвала ... Вона ж сія слава на всю Ельтон пала, Що дівчина козаченька серденьком назвала. |
Свій уявний та реальний побут у Надволжі українці часто пов'язували у піснях з минулим України. Про це свідчить зокрема такий маркантний вірш-пісня:
| Ой в Воронежі огні горять, В Сокорині димно, А по Баланді сам гетьман ходе, Лиш намет його видно. |
Своєю культурою українці Надволжя впливали також на своє довкілля та прищеплювали йому принесені з України культурні скарби. До таких зокрема належав звичай ходити з вертепом. Цього звичаю у Надволжі не було, його принесено з України. Крім вертепних дій учасники ще співали пісень та декламували вірші. Цей вертеп, що був своєрідним мистецтвом, завоював був села та міста Саратовщини, і щойно в другій половині XIX ст. він почав зникати з міст. Однак у селах вертеп зберігався набагато довше.
Обрядові та релігійні вірування мають серед українських поволзьких поселенців своє окреме значення, коли В. Ю. Чубенко у «Поволзькому варіанті давньої української пісні» пише дослівно так: «Особливо важливу роль відіграють дослідження етнографів у справі вияснення причин живучості релігійно-побутових пережитків і шляхів їх подолання».

## Відомі українці, пов'язані з Жовтим Клином життям та працею
- Костомаров Микола Іванович (1817 — 1885) — видатний український історик, письменник, громадський діяч. У 1848–1859 рр. перебував на засланні в Саратові, у справі Кирило-Мефодіївського товариства. На засланні продовжував писати історичну працю «Богдан Хмельницький». Збирав етнографічні матеріали в українських селах Жовтого Клину, які використовував згодом у своїх працях.
- Мордовець Данило Лукич (1830 — 1905) — український письменник, громадський діяч і мемуарист. У 1844–1872 рр. (з перервами) живе у Саратові. Разом з М. Костомаровим збирає етнографічні матеріали в українських селах Жовтого Клину, пише україномовні поезії. 1859 р. Мордовець і Костомаров видають у Саратові «Малоросійський літературний збірник».
- Буревій Кость Степанович (1888 — 1934) — український письменник, містифікатор, громадський і політичний діяч. У роки Визвольних змагань в Самарі боровся з більшовиками. У 20-х роках ХХ ст. планував створити в Саратові секцію українських письменників української московської організації «Село і місто» (СІМ), якою сам і керував[5].

## Факти
Згідно з проєктом Конституції АРСР німців Поволжя від 31 січня 1926 року, ця Конституція мала положення про рівноправ'я, відповідно до складу населення, німецької, російської та української мов. Це означало, що офіційне діловодство в кожному районі відбувалося мовою населення, що становило там більшість. Цей проєкт так і не набув чинності, а згідно з Конституцією німецької автономії від 1937 року, офіційні права у ній мали лише дві мови — російська та німецька. 1941 року Автономна республіка німців Поволжя була взагалі ліквідована.

## Українські поселення Жовтого Клину[1]
Самарська область:
- Августівка;
- Велика Чернігівка;
- Кінель-Черкаси;
- Кобзівка;
- Кохани
- Мала Чернігівка;
- Пестравка;
- Полудні.

Саратовська область:
- Ахмат
- Ахтуба
- Баланда (Калінінськ)
- Безлісне
- Бендерівка
- Ведмежий
- Велика Катеринівка
- Велика Ольшанка
- Веселий
- Вислівка
- Володимирівка
- Воронине
- Вяжля
- Гайворон
- Генеральське
- Григорівка
- Дергачі
- Дубова
- Дяківка
- Єловатка
- Жданівка
- Залісянка
- Золота Гора
- Іваново-Язиківка
- Камінка
- Карпинка
- Катеринівка
- Катеринівський
- Київка
- Київо-Миколаївка
- Кіріків
- Ковалівка
- Колине
- Колокольцівка
- Красавка
- Красний Кут
- Красний Лиман (Красноармійський)
- Краснянка
- Кринички
- Криушка
- Крутець
- Крутояр
- Луганське
- Львівка
- Мала Рибка
- Мала Семенівка
- Малий Узень
- Махине
- Маяк
- Михайлівка (11)
- Міусс
- Натальїне
- Нескучне
- Нова Порубіжка
- Нові Виселки
- Новолипівка
- Новоросляївка
- Новотеплівка
- Новочернігівка
- Олександрів Гай
- Олександрія
- Ольшанка
- Орлів Гай
- Перевесинка
- Перелюб
- Петрозавадівка
- Петропавлівка
- Підгірне (4)
- Підрізенка
- Пісчанка
- Покровське (Енгельс)
- Полтавка
- Рибушка
- Романівка
- Ртищево
- Савине
- Самійлівка
- Святославка
- Семенівка
- Семено-Полтавка
- Сергіївка
- Слов'янка
- Сокур
- Стара Порубіжка
- Старий Хопер
- Степанівка
- Степне
- Талівка
- Тернівка
- Узмор'я
- Усатове
- Федорівка
- Чапушка
- Чистий Плес
- Шевченко
- Шумійка
- Широкий Уступ
- Яблуневий Гай
- Яблучне
- Янтарний

Волгоградська область:
- Авілово-Ануфріївський
- Антипівка
- Бабинкине
- Бараникове
- Баранівка
- Беккетівка
- Бережнівка
- Березівка
- Береславка
- Біляївка
- Бородаївка
- Бородачі
- Валуївка
- Великий Личак
- Верхні Липки
- Винівка
- Водоп'янів
- Волкове
- В'язівка
- Гмелинка
- Гордієнки
- Городище
- Граки
- Гречихине
- Гусівка
- Давидівка
- Дорошеве
- Дубове
- Ельтон
- Єлань
- Жирне (Жирновськ)
- Закутське
- Захарівка
- Западнівка
- Зиміївська (Пугочавська) станиця
- Золотарі
- Іванівка
- Ільмень
- Йорзівка
- Карпівка
- Кам'яний Брід
- Київка
- Київський
- Кленівка
- Козлівка
- Колишкине
- Колобівка
- Колостине
- Костарьове
- Котлубань
- Котове
- Красний Яр
- Круте
- Крячки
- Курнаївка
- Левчунівка
- Лемешкине
- Лобинець
- Лобойкове
- Лозне
- Ломівка
- Маринівка
- Мала Іванівка
- Меловатка
- Миколаївськ
- Мірошники
- Коростіне
- Мойсеїве
- Морозове
- Недоступів
- Неткачі
- Нижні Липки
- Ніжинське
- Нова Полтавка
- Новий Рогачик
- Новокиївка
- Озерки
- Олійникове
- Ольхівка
- Орлівка
- Осички
- Очкурівка
- Петропавлівка
- Петрунине
- Писарівка
- Пичуга
- Підкуйкове
- Полтавський
- Полунине
- Покровка
- Пряма Балка
- Райгород
- Рахинка
- Рибинка
- Ринок
- Розливка
- Розсошки
- Романенко
- Рудня
- Савинка
- Салтове
- Світлий Яр
- Семенівка
- Серпокрилове
- Сидори
- Сікачі
- Слобідка (Політотдєльське)
- Слюсареве
- Солодушине
- Солодча
- Соломатине
- Солянка
- Соснівка
- Спартанка
- Стара Полтавка
- Степанчуки
- Степнівка
- Стефанідівка
- Суходіл
- Талівка
- Тарапатине
- Тарасове
- Тернове
- Терсинка
- Торгун
- Торяне
- Усть-Погоже
- Фастів
- Фоменкове
- Харківка
- Хвощинка
- Червлене
- Царів
- Цяця
- Шелестове

Астраханська область:
- Батаївка
- Володимирівка (Атубінськ)
- Володимирівка
- В'язівка
- Житне
- Кам'яний Яр
- Капустин Яр
- Копанівка
- Кривий Бузан
- Михайлівка (3)
- Новомиколаївка
- Пирогівка
- Покровка
- Пологове Займище
- Промислівка
- Сокрутівка
- Солене Займище
- Успенка
- Федорівка
- Яблунька
- Яндики

Калмикія:
- Обільне;
- Уманцеве.

1. ↑  Мапа Жовтого Клину. Архів оригіналу за 21 вересня 2019. Процитовано 21 вересня 2019.